# Barry Horowitz
Barry Horowitz (St. Petersburg, Florida, 24 marzo 1959) è un ex wrestler statunitense.
Principalmente noto per il periodo trascorso nella World Wrestling Federation degli anni ottanta e novanta

## Riferimenti in altri media
Horowitz è il soggetto di una canzone del rapper Action Bronson, anche se Horowitz protestò dichiarando di non avere dato l'autorizzazione a Bronson di usare il suo nome.

## Titoli e riconoscimenti
- Border City Wrestling
  - BCW Can-Am Tag Team Championship (1) – con Otis Apollo[5]
- Catch Wrestling Association
  - CWA World Middleweight Championship (1)[6]
- Championship Wrestling from Florida
  - NWA Florida Heavyweight Championship (1)
  - NWA Florida Heavyweight Title Tournament (1995)[7]
- Continental Wrestling Association
  - AWA Southern Tag Team Championship (1) – con Chick Donovan[8][9]
- Definitive Wrestling International
  - Malenko Memorial Cup (2013)[10]
- Empire Wrestling Alliance
  - EWA Heavyweight Championship (1)
- Future of Wrestling
  - FOW Hardcore Championship (2)[11]
- Global Wrestling Federation
  - GWF Light Heavyweight Championship (2)
- Independent Association of Wrestling
  - IAW Heavyweight Championship (2)
  - IWA Intercontinental Championship (1)
- International Wrestling Association
  - IWA United States Heavyweight Championship (1)[12]
- Mid-Eastern Wrestling Federation
  - MEWF Mid-Atlantic Championship (1)[13]
- New Breed Pro Wrestling
  - NBPW United States Heavyweight Championship (1)
- New England Pro Wrestling Hall of Fame
  - Classe del 2023
- Pro Wrestling Illustrated
  - Most Inspirational Wrestler of the Year (1995)[14]
  - 114º nella lista dei migliori 500 wrestler singoli nei PWI 500 del 1992[15]
- South Eastern Championship Wrestling
  - SECW Heavyweight Championship (1)
  - SECW Television Championship (1)
- Altri titoli
  - RISE Heavyweight Championship (1)